# Confrontos entre America e Botafogo no futebol
América-RJ versus Botafogo é um confronto do futebol carioca, disputado entre as equipes do America Football Club e do Botafogo de Futebol e Regatas, que acontece desde 1908.
Acentuar o nome America, segundo o estatuto deste clube é incorreto, pois a grafia se escreve baseada na língua inglesa.

## História
Sobre a primeira partida
Alguns pesquisadores apontam a primeira partida entre America e Botafogo como a vitória americana em amistoso por 7 a 1, realizada no Campo da Rua Campos Sales, no dia 22 de março de 1908.
Outra versão aponta como a primeira partida, confronto válido pelo Campeonato Carioca de 1908, esta realizada em 28 de junho no Campo da Rua Voluntários da Pátria, que terminou com a vitória americana por 2 a 0.
Elegante gesto
Na primeira vitória botafoguense, por 2 a 1, em 13 de junho de 1909, em partida válida pelo Campeonato Carioca e disputada no Campo da Rua Voluntários da Pátria, o America introduziu o gesto de saudação a torcida e ao time adversário.
Tumulto em 1911
No empate por 1 a 1 em 25 de junho de 1911, agressão do alvinegro Alberto Delamare no americano Gabriel de Carvalho, redundou em uma grande confusão que envolveu também torcedores do Botafogo. A gravidade dos tumultos no campo alvinegro requereu inclusive a presença da cavalaria para restabelecer a ordem e a segurança. Com a posterior suspensão de seu jogador Alberto Delamare, que iniciou a confusão, o Botafogo resolveu abandonar o Campeonato Carioca de 1911.
Goleada em nova partida
O Botafogo conseguiu anular a derrota por 1 a 0 em 29 de agosto de 1929 por conta de reclamações contra a arbitragem. Com a realização da nova partida,em 3 de novembro aconteceu a goleada americana por 11 a 2, a maior derrota botafoguense até hoje.
Um dá um título carioca para o outro
No Campeonato Carioca de 1930 o America venceu e empatou com o Vasco, beneficiando o Botafogo, que terminou com um ponto a mais do que o clube  cruzmaltino.
O Botafogo retribuiria no ano seguinte, empatando e vencendo o clube cruzmaltino na última rodada por 3 a 0, dando o título ao America, que terminou com um ponto a frente do Vasco.
Torcidas
Entre 1951 e 1959, America e o Botafogo apareciam empatados tecnicamente como a quarta maior torcida da cidade do Rio de Janeiro em todas as três pesquisas realizadas, com o Botafogo disparando posteriormente, provavelmente por ter sido o clube mais vitorioso do Rio de Janeiro nos anos 1960 e por suas importantes contribuições para a Seleção Brasileira nas conquistas das copas do mundo de 1958, 1962 e 1970 e também pelo fato do America ter ficado sem conquistas oficiais relevantes após 1960 nesse período.
Primeira partida do Campeonato Carioca na Era Maracanã
A vitória americana por 4 a 2 em 13 de agosto de 1950 foi a primeira partida do Campeonato Carioca realizada no Maracanã, que iniciou uma campanha invicta americana de dezessete jogos, até a nona rodada do returno.
Partida mais importante
A vitória botafoguense por 3 a 2 na final da Taça Guanabara de 1967, então competição independente do Campeonato Carioca e classificatória para a Taça Brasil, foi o maior momento deste clássico e também aquele que levou o maior público: 82.421 torcedores (70.254 pagantes) compareceram ao Maracanã em 20 de agosto de 1967.
Século XXI
Já a partida mais importante neste século foi a vitória botafoguense na final da Taça Guanabara de 2006 por 3 a 1.

## Estatísticas
- Total de jogos: 273.[4]
- Vitórias do Botafogo: 120.
- Empates: 71.
- Vitórias do America: 82.
- Gols a favor do Botafogo: 500.
- Gols a favor do America: 405.
- Maior goleada do America sobre o Botafogo: America 11–2 Botafogo, 3 de novembro de 1929.
- Maior goleada do Botafogo sobre o America: Botafogo 7–0 America, 11 de maio de 1996.[4]
- Maior público (exceto rodadas duplas): America 2–3 Botafogo, 82.421, 20 de agosto de 1967 (70.254 pagantes).
- Maior público (1908-1959): America 2–3 Botafogo, 37.603, 16 de agosto de 1959 (33.097 pagantes).
- Maior público em campeonatos brasileiros: America 2–1 Botafogo, 38.679, 26 de março de 1983.[13]
- Maior público no século XXI: America 1–3 Botafogo, 44.550, 12 de fevereiro de 2006.
- America versus Botafogo já foi realizado em 5 cidades: Rio de Janeiro, Cabo Frio, Mesquita, Niterói e Brasília (DF).
- Pelo Campeonato Brasileiro Unificado, foram  17 jogos, com  5 vitórias do America, 5 do Botafogo e 7 empates. O Botafogo fez 14 gols e e o America fez 13, com 15 partidas tendo sido disputadas no Maracanã, a de 24 de março de 1984 em São Januário e a de 7 de dezembro de 1988 no Caio Martins:[14]

1. Botafogo 2–1 America, 27 de setembro de 1969.
2. Botafogo 1–0 America, 29 de novembro de 1970.
3. America 0–0 Botafogo, 7 de agosto de 1971.
4. America 2–0 Botafogo, 1 de outubro de 1972.
5. America 1–0 Botafogo, 13 de outubro de 1973.
6. Botafogo 2–1 America, 1 de dezembro de 1973.
7. America 1–1 Botafogo, 27 de abril de 1974.
8. America 0–0 Botafogo, 20 de novembro de 1975.
9. Botafogo 2–0 America, 21 de maio de 1978.
10. Botafogo 3–1 America, 6 de julho de 1978.
11. America 0–0 Botafogo, 22 de março de 1983.
12. America 2–1 Botafogo, 26 de março de 1983.
13. America 0–0 Botafogo, 18 de março de 1984.
14. America 2–1 Botafogo, 24 de março de 1984.
15. America 2–1 Botafogo, 12 de novembro de 1986.
16. America 0–0 Botafogo, 4 de dezembro de 1986.
17. America 0–0 Botafogo, 7 de dezembro de 1988.

## Decisões
- Taça Guanabara de 1967: Botafogo campeão (neste ano competição independente do Campeonato Carioca).[15]
- Taça Guanabara de 2006: Botafogo campeão.

## Partidas importantes
- Campeonato Carioca de 1908:

As duas derrotas do Botafogo para o America foram fundamentais para definir o título em favor do Fluminense, que terminou o campeonato com quatro pontos a mais do que o America e o Botafogo.
- Campeonato Carioca de 1913:

As duas vitórias do Botafogo sobre o America não foram suficientes para definir o título em favor do Botafogo, que terminou como vice campeão, dois pontos atrás do America
- Campeonato Carioca de 1914:

As duas derrotas do Botafogo para o America (uma por W.O.) foram fundamentais para definir o título em favor do Flamengo, que terminou o campeonato com dois pontos a mais do que o America e o Botafogo.
- Campeonato Carioca de 1916:

O America conquistou o título, com o Botafogo como vice campeão. As duas vitórias do America contra o Botafogo foram determinantes para a classificação final.
- Campeonato Carioca de 1946:

Supercampeonato: Por terem terminado empatados em pontos, America, Botafogo, Flamengo e Fluminense classificaram-se para a fase final deste campeonato, com o Fluminense conquistando o título ao final dos dois jogos disputados em cada um dos clássicos. A derrota para o Botafogo por 3 a 1 na última rodada do campeonato regular impediu o America de ser campeão, o que tornaria sem efeito a realização do Supercampeonato.
- Torneio Extra de 1952 :

Botafogo, Bonsucesso, Vasco e America, que se sagraria campeão, formaram o Quadrangular Final, com todos os clubes se enfrentando em partida única.
- Campeonato Carioca de 1959:

O Botafogo perdeu de 3 a 1 para o America em 29 de novembro e para o Bangu por 4 a 1 em 13 de dezembro. Caso tivesse vencido as duas partidas, teria chegado em condição de decidir o título contra o Fluminense, que se sagrou campeão na rodada anterior, conquistando o título se ganhasse do Tricolor na última rodada.
- Campeonato Carioca de 1960:

O empate por 3 a 3 na penúltima rodada eliminou o Bota e abriu espaço para a conquista americana. Ao final dessa competição, o America somou 37 pontos, o Flu 36 e o Botafogo 35, mostrando a importância que teve esta partida.
- Campeonato Carioca de 1961:

O Botafogo perdeu de 2 a 1 para o America em 17 de dezembro, mas sagrou-se campeão carioca por antecipação.
- Taça Guanabara de 1971:

O Botafogo chegou com vantagem a última rodada dependendo apenas de si para se sagrar campeão, mas a derrota para o America por 2 a 1 e a vitória do Fluminense sobre o Flamengo, definiu o título em favor do Flu.
- Campeonato Carioca de 1976:

America, Botafogo, Vasco e o Fluminense, que acabaria campeão, compuseram a fase decisiva deste campeonato.